# Museu de Arte Contemporânea da Universidade de São Paulo
Museu de Arte Contemporânea da Universidade de São Paulo, MAC USP (pol. Muzeum Sztuki Współczesnej Uniwersytetu w São Paulo) – muzeum sztuk pięknych położone w São Paulo (Brazylia) przy Rua da Praça do Relógio 160. Założone w 1963 jest jednym z najważniejszych muzeów sztuki współczesnej na terenie Ameryki Łacińskiej. Ma w swych zbiorach ok. 10 000 dzieł sztuki reprezentujących wszystkie jej gatunki, w tym: malarstwo, rzeźbę, rysunek, grafikę, fotografię i sztukę konceptualną.
Muzeum mieści się obecnie w trzech budynkach (jeden w parku Ibirapuera, a dwa pozostałe na terenie kampusu uniwersyteckiego). Oferta dla zwiedzających obejmuje wycieczki z przewodnikiem, krótkie kursy i zajęcia warsztatowe. Rocznie muzeum odwiedza około 60 000 gości, z których większość stanowią uczniowie i studenci.

## Historia
Historia Muzeum Sztuki Współczesnej Uniwersytetu w São Paulo sięga swymi początkami Muzeum Sztuki Nowoczesnej (Museu de Arte Moderna de São Paulo). Jego utworzenie w 1949 było wyrazem dążeń wykształconych elit do awansu kulturalnego São Paulo, które wówczas przeżywało okres ożywionej industrializacji i urbanizacji. Decydującą rolę w powoływaniu do życia instytucji kulturalnych odgrywali w tamtym czasie prywatni kolekcjonerzy, przede wszystkim Ciccillo Matarazzo i Assis Chateaubriand. Powstały wówczas: Museu de Arte de São Paulo (1947), Teatro Brasileiro de Comédia (1948) i Companhia Cinematográfica Vera Cruz (1949). Ważną rolę w tym procesie odegrało też Biennale w São Paulo, zainaugurowane w 1951. Inicjatywy te miały na celu nawiązanie do tendencji artystycznych panujących w powojennej Europie i Ameryce Północnej. Jako model dla mającego powstać muzeum sztuki nowoczesnej wybrano założone w 1929 nowojorskie Museum of Modern Art, które w swojej filozofii wystawienniczej próbowało łączyć różne gatunki sztuki: kino, teatr i sztuki wizualne. Gromadzeniem zbiorów dla Muzeum Sztuki Nowoczesnej zajął się Ciccillo Matarazzo, który poprzez swych przyjaciół, Carlosa Pinto Alvesa w Szwajcarii i Alberto Magnelli we Włoszech, nawiązał kontakt z dealerami w celu zakupu dzieł. Otwarciu muzeum, w którym udział wzięli m.in.: Hans Arp, Victor Vasarely i Cícero Dias, towarzyszył cykl wykładów instruktażowych i przygotowawczych dla publiczności. 
Utworzenie obecnego Muzeum Sztuki Współczesnej Uniwersytetu w São Paulo miało miejsce w roku 1963 i związane było z przekazaniem przez Ciccillo Matarazzo zbiorów dotychczasowego Muzeum Sztuki Współczesnej w São Paulo na rzecz Uniwersytetu. Do zbiorów tych zostały dołączone prywatne kolekcje Ciccillo Matarazzo i Yolandy Penteado. W okresie późniejszym zbiory te uzupełniło 26 obrazów Yolandy Mohalyi oraz kolekcja sztuki współczesnej Theona Spanudisa (364 dzieła). Muzeum początkowo działało na trzecim piętrze pawilonu wystawowego w parku Ibirapuera. W 1985 na terenie kampusu uniwersyteckiego rozpoczęto budowę głównej siedziby muzeum, którą otwarto w 1992. 
Na historię Muzeum Sztuki Współczesnej, podobnie jak w przypadku większości muzeów brazylijskich, piętno wywarł brak funduszy na rozbudowę i renowację kolekcji. Pomimo tych trudności pod koniec 1980 w kolekcji muzealnej były 4 323 prace artystów zagranicznych i brazylijskich.
W 2010 Muzeum otrzymało do dyspozycji budynek w parku Ibirapuera, mający 20 000m² powierzchni wystawienniczej. Główny budynek na terenie kampusu uniwersyteckiego zostanie przeznaczony na cele edukacyjne, a znajdujące się w nim zbiory będą przeniesione do tzw. Pawilonu Rolniczego w parku Ibirapuera.

## Zbiory

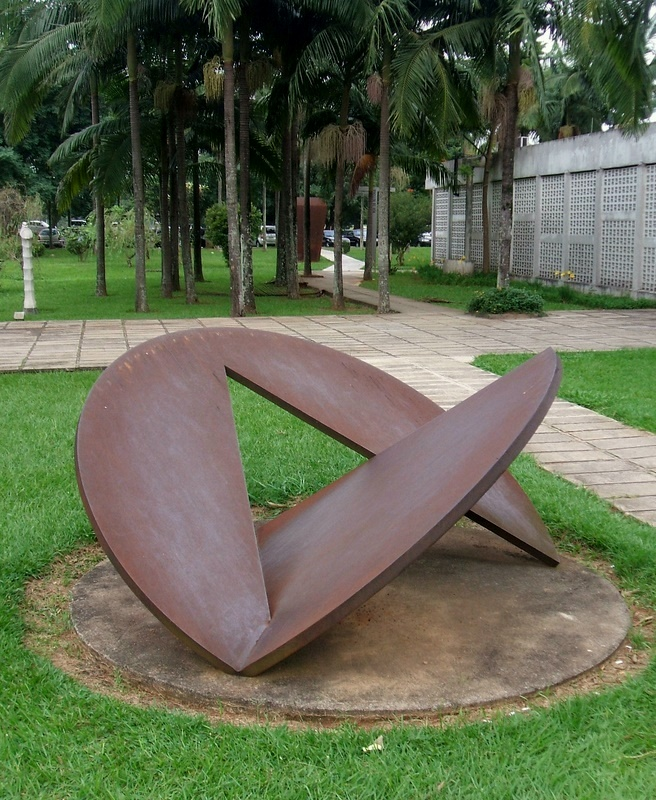
Rzeźba Amílcara de Castro na dziedzińcu muzealnym

Muzeum ma w swych zbiorach zarówno prace artystów zagranicznych (m. in: Pablo Picasso, Henri Matisse, Joan Miró, Wassily Kandinsky, Amedeo Modigliani, Georges Braque, Henry Moore jak i rodzimych (Emiliano Di Cavalcanti, Flávio de Carvalho, Julio Plaza, Regina Silveira) w tym trzy z najsłynniejszych dzieł założycielki ruchu artystycznego zwanego "antropofagismo", Tarsili do Amaral: A Negra (1923), Estrada de Ferro Central do Brasil (1924) i Floresta (1929). Zbiory obejmują również prace nagradzane na Biennale w São Paulo. Kiedy obecne muzeum rozpoczęło swoją działalność w 1963, jego pierwszy dyrektor, prof. Walter Zanini, podjął szereg działań, które przyczyniły się do rozwoju muzealnej kolekcji; wspierał zwłaszcza takie wystawy jak tzw. Jovem Art Contemporânea (Młoda Sztuka Współczesna), zorganizował również sieć wymiany pomiędzy artystami całego świata (głównie z Ameryki Łacińskiej i Europy Wschodniej). 

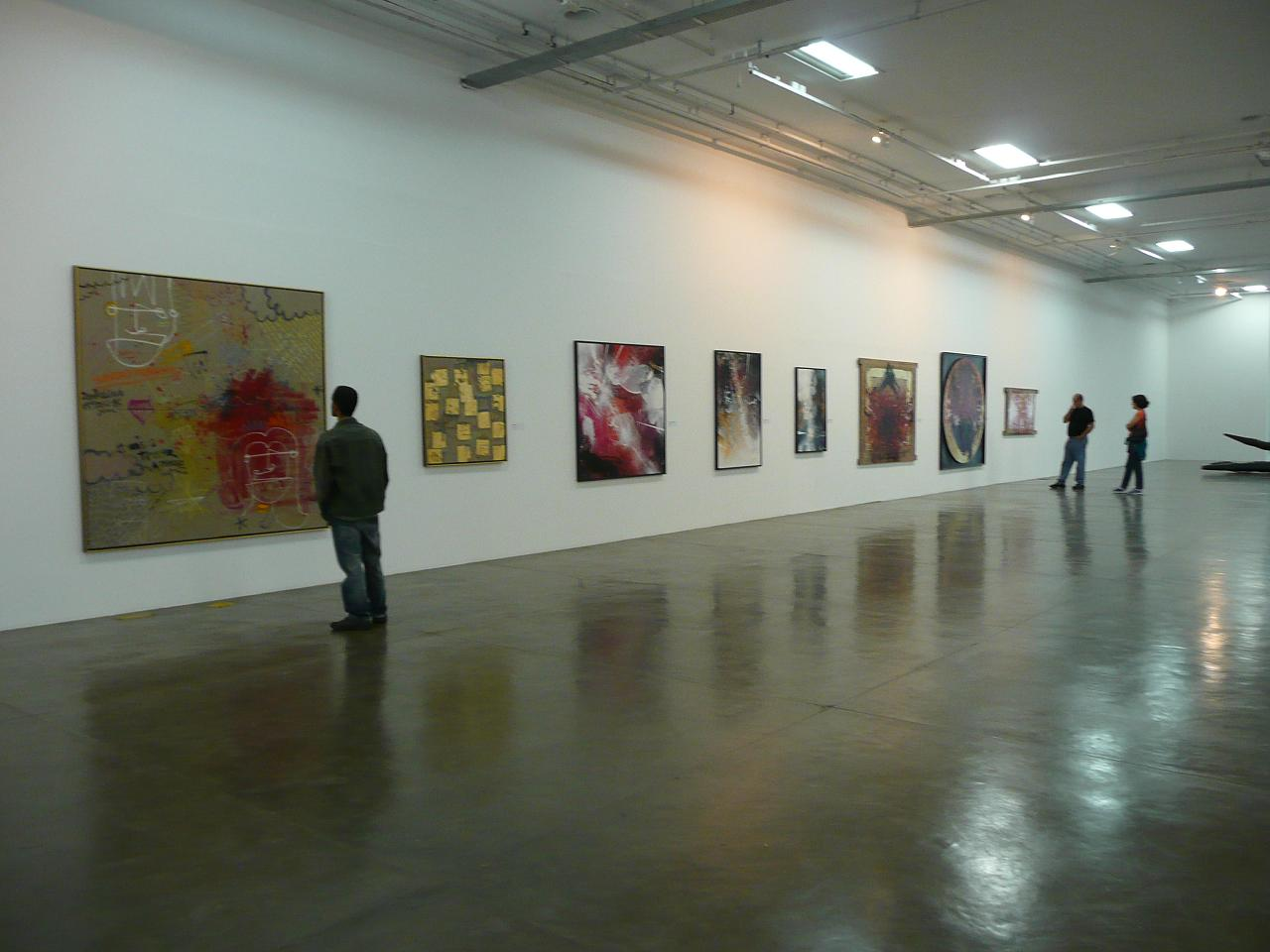
Wystawa street art

Działania te doprowadziły do znacznego wzrostu kolekcji sztuki konceptualnej w latach 60. i 70. Mimo surowych represji politycznych panujących w ówczesnej Brazylii, muzeum pod kierunkiem prof. Zaniniego przyjęło eksperymentalną postawę wobec sztuki współczesnej, a dzięki zebraniu prac i projektów artystów konceptualnych stało się ważnym centrum wystawowym i ośrodkiem wymiany twórczości krajowej i międzynarodowej. Okres ten był także początkiem kolekcji fotografii w muzeum. Jedną z galerii przeznaczono dla artystów eksperymentujących technikami z wideo. Sztuka konceptualna w Muzeum Sztuki Współczesnej Uniwersytetu w São Paulo i zbiór związanych z nią publikacji obejmuje blisko 2 000 pozycji. MAC USP jest jedynym muzeum w Brazylii mającym tego typu kolekcję, w skład której wchodzą prace zarówno artystów rodzimych jaki zagranicznych.

## Galeria

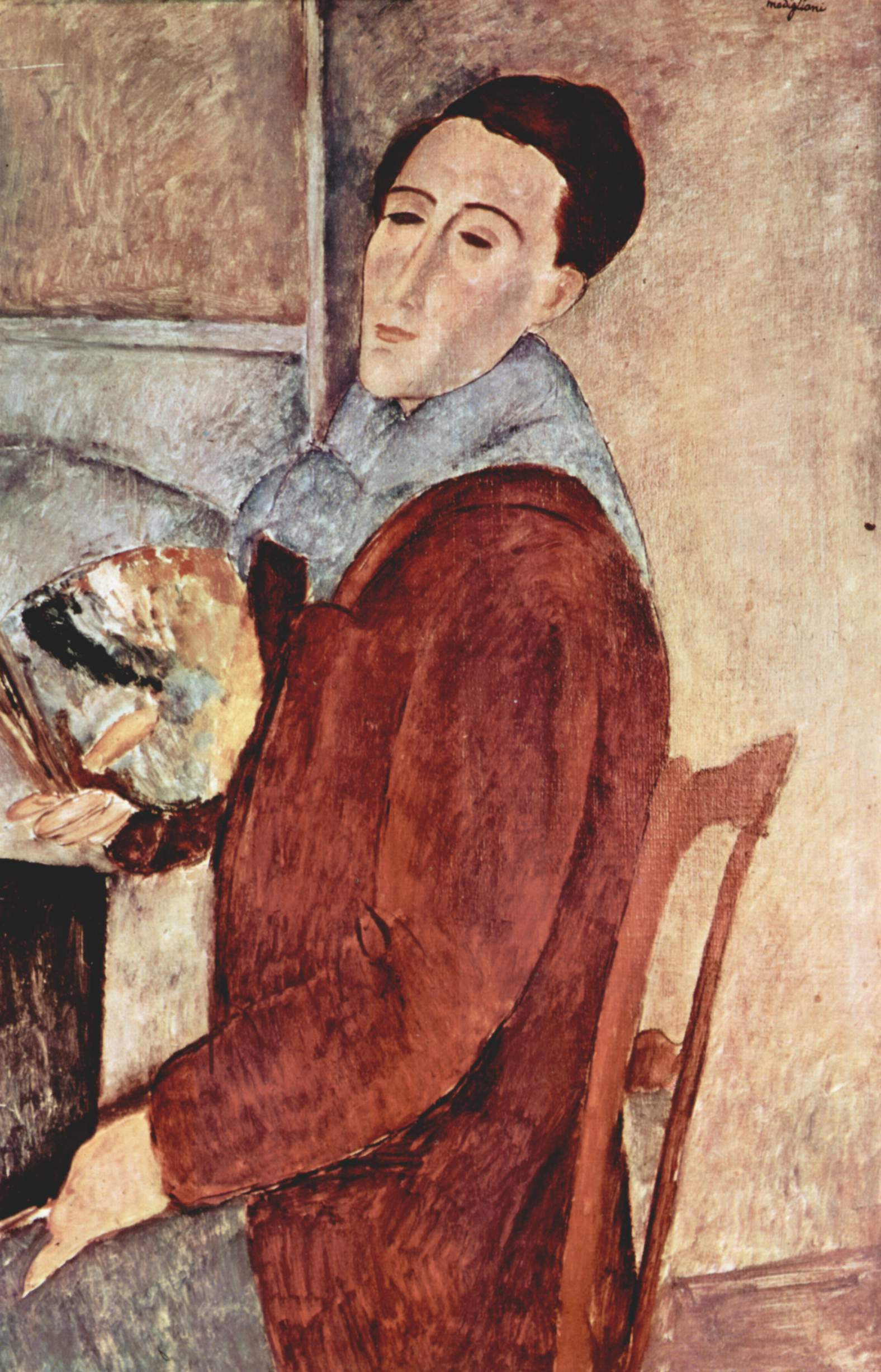
Amedeo Modigliani, Autoportret, 1919
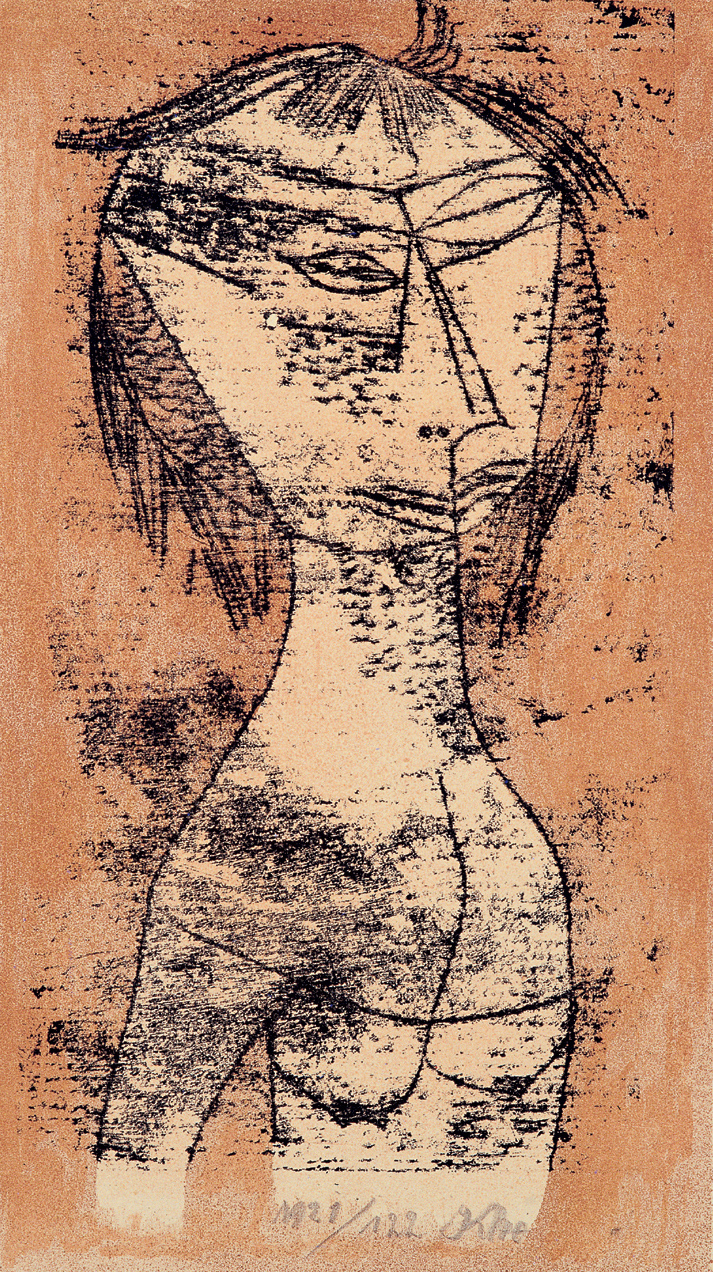
Paul Klee, Święty z wewnętrznego światła, 1921 (litografia)
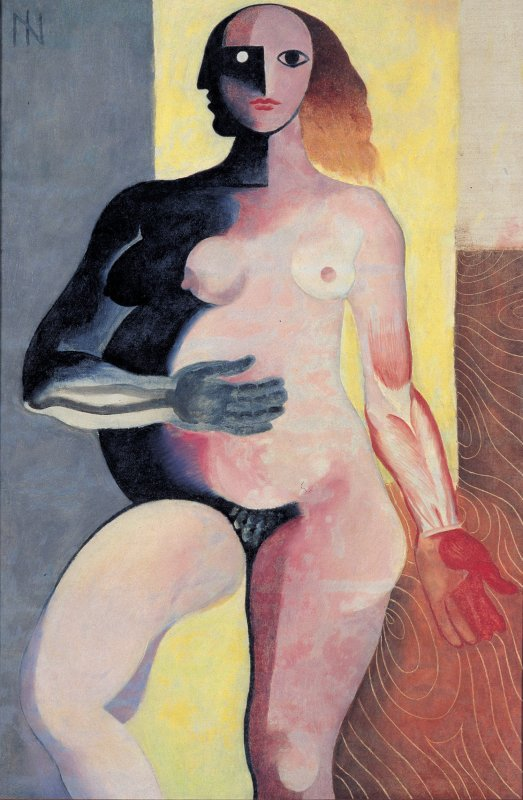
Ismael Nery, Figura, 1927
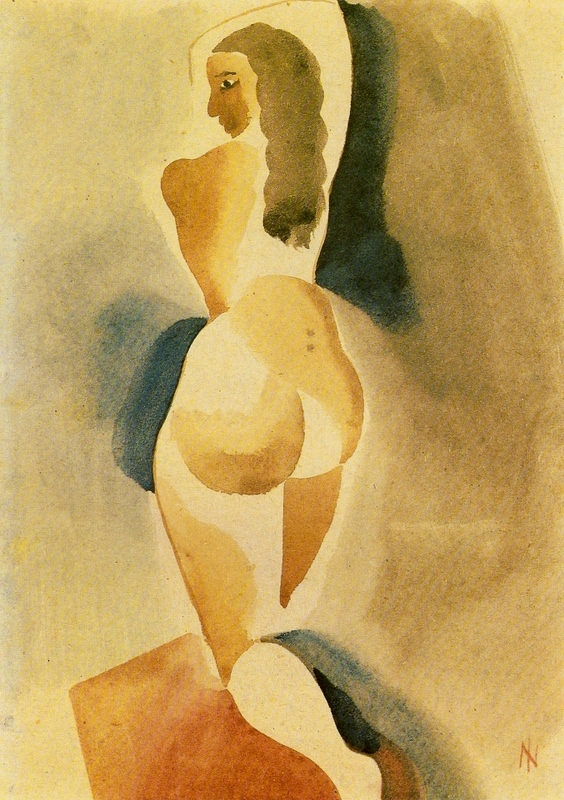
Ismael Nery, Akt, rok ? (akwarela)